# 鮑勃·馬文
羅伯特·保羅·馬文（英語：Robert Paul Melvin，1961年10月28日—），前大聯盟選手，曾擔任西雅圖水手、亞利桑那響尾蛇、聖地牙哥教士和奧克蘭運動家總教練，目前擔任舊金山巨人總教練。馬文是三屆聯盟最佳教練得主（2007年、2012年、2018年）。迄2021年球季止，運動家在其治下斬獲853勝，隊史第2位。他並且是大聯盟目前在單一球隊執教最久的總教練。

## 早年
馬文在高中時期是三棲運動員，接觸棒球（捕手）、籃球（前鋒）和高爾夫等項目，在棒球方面的表現特別傑出。1979年畢業之後，他進入加利福尼亞大學柏克萊分校，一年之後轉學至坎涅達學院，期間仍持續棒球活動。

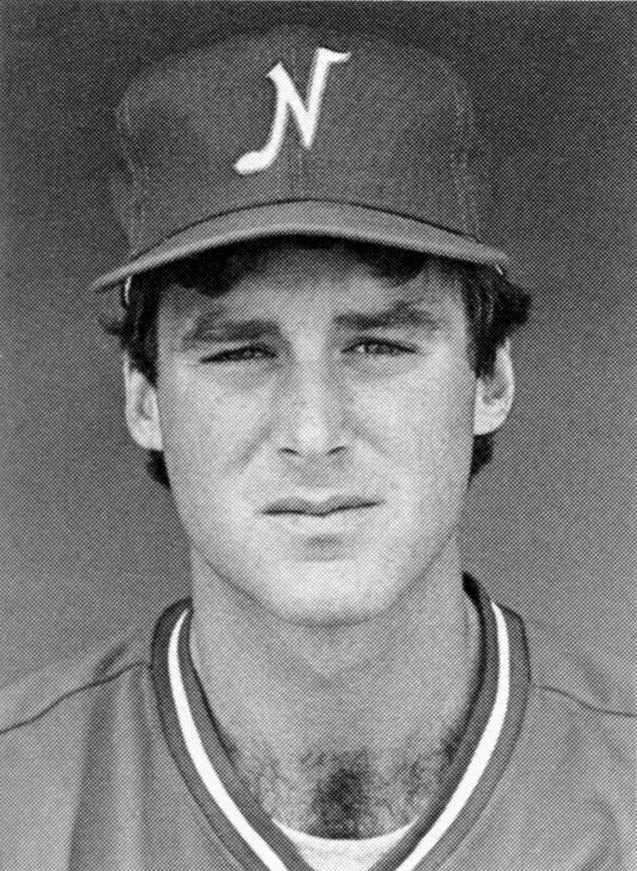
1985年的馬文

底特律老虎在1981年選秀中揀選了馬文（第1輪第2順位）。1985年5月25日是他的大聯盟初登場。在11年的大聯盟生涯中，馬文輾轉於多隊之間（巨人、金鶯、皇家、紅襪、洋基、白襪⋯⋯等隊），大都負責替補捕手的角色；1987年球季，他有4成29的阻殺率，在國聯排名第2。馬文的生涯通算成績為2成33打擊率，全壘打35支。
1996年起，馬文卸下球員身分，在釀酒人球團擔任球探、輔導員、教練助理等職務。1999年球季，他被任命為釀酒人的板凳教練，之後則轉至老虎（2000年）、響尾蛇（2001年）等隊。

## 執教

### 西雅圖水手
2003年球季起，馬文取代盧·皮涅拉，擔任水手總教練。這一年水手獲得93勝，對於馬文個人而言是好的開始。2004年球季，水手的勝場數銳減（63勝），馬文在球季結束後未獲續約。總計他在水手共2季時間，戰績為156勝168負。

### 亞利桑那響尾蛇
2005年，馬文接替僅帶隊1場的Wally Backman，擔任響尾蛇總教練一職。響尾蛇在2004年的戰績是隊史最差的51勝，在馬文到來之後，進步至77勝。2007年球季，他們更上層樓，以90勝在國聯西區稱霸，並以國聯首位的戰績挺進季後賽。由於此一成就，馬文獲得該年大聯盟最佳教練的榮譽。
2008年8月14日，馬文獲得在響尾蛇的第304勝，超越前總教練Bob Brenly，成為隊史最多勝教練。
2009年5月8日，響尾蛇球團在賽後宣布將馬文解任。在之後的二年間，關於他接手球隊的消息不斷（太空人、釀酒人、大都會），不過皆未成真。2010年球季，馬文在大都會球團擔任球探，翌年重返響尾蛇，任主席特別助理。

### 奧克蘭運動家

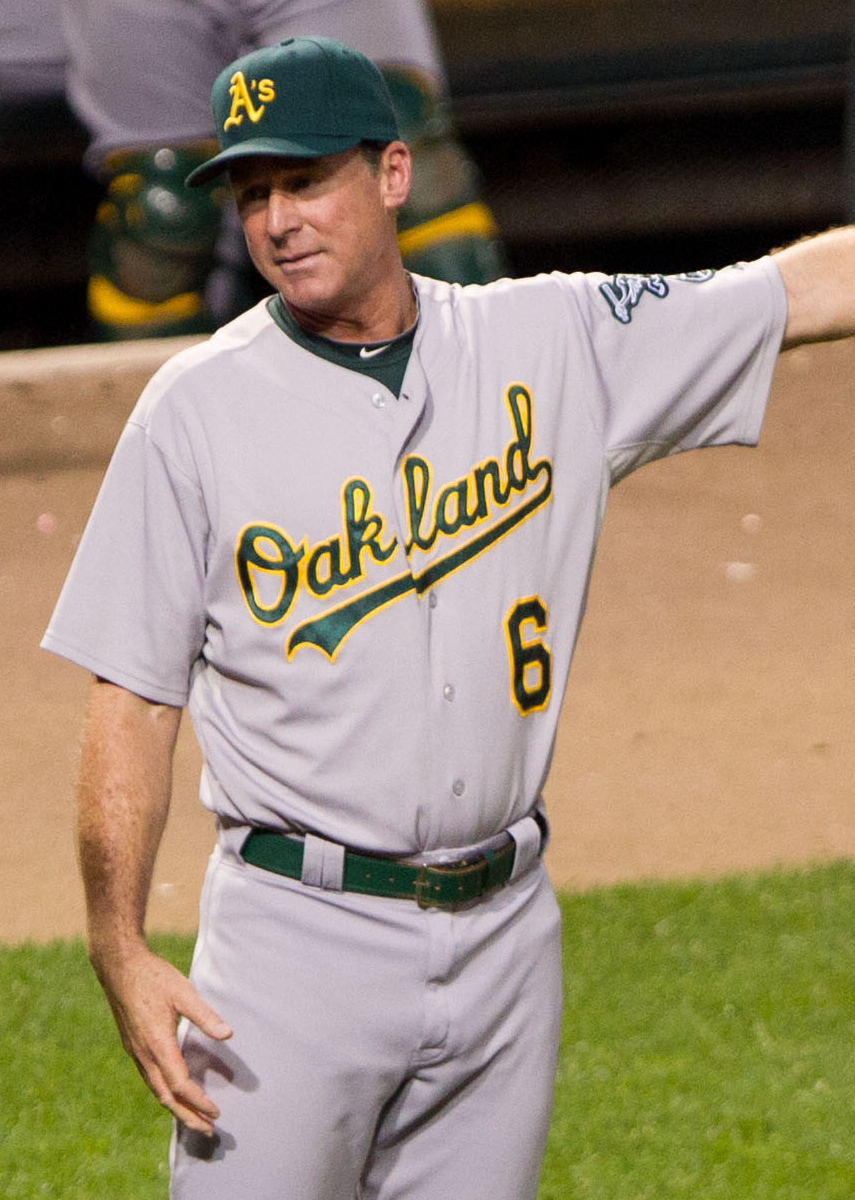
運動家總教練時期的馬文

2011年6月9日，馬文受命擔任運動家臨時總教練，並在9月21日真除。他與運動家球團達成三年約協議，成為隊史第30任總教練。在馬文接手後，運動家打出47勝的成績，球季總計獲得74勝。
2012年，馬文率隊赴東京，參與聯盟史上第4次海外開幕戰。這年的運動家搖身一變，成為美西勁旅。他們在7月打出一波19勝，最後亦取得美西首位（94勝68負），成功晉級季後賽，是隊史自2006年後首見。為此，馬文再次獲得大聯盟最佳教練的肯定。雖然在分區系列賽止步（負於底特律老虎），球隊在馬文監軍之下的改變仍值得一書。2013年球季，運動家持續了好狀態，再次取得美西首位（96勝66負）。
2014年球季，運動家在上半季取得了大聯盟最佳戰績，但之後的狀態有所下滑。在賽季的最後一天，運動家才得以以外卡身分晉級季後賽。
2017年7月29日，馬文獲得總教練生涯的第1,000勝。之後，他與球團達成延長合約的協議，馬文的任期將持續至2019年球季結束為止。
馬文在2018年球季的表現出色，當年的運動家全體薪資為大聯盟最低，卻仍然成功取得97勝戰績，馬文亦獲得個人第3次聯盟最佳教練殊榮。10月29日，運動家球團再次提前與馬文續約，將他的任期推進至2021年球季結束為止，新的合約並附帶了2022年球季的球團選擇權。
至2021年球季為止，馬文在運動家獲得853勝，隊史第2位。個人生涯的1,224勝在大聯盟史上則名列第44。
2021年11月1日與教士隊簽下3年合約，成為教士隊第23任總教練。

## 生涯成績

### 總教練成績
最後更新：2024年9月29日（美西時間）止
| 代表           | 年     | 正規球季 | 正規球季 | 正規球季 | 正規球季 | 正規球季             | 季後賽 | 季後賽 | 季後賽 | 季後賽                       |
| 代表           | 年     | 應賽     | 勝       | 負       | 勝率     | 備註                 | 勝     | 負     | 勝率   | 備註                         |
| -------------- | ------ | -------- | -------- | -------- | -------- | -------------------- | ------ | ------ | ------ | ---------------------------- |
| 西雅圖水手     | 2003年 | 162      | 93       | 69       | .574     | 美西第2              | –      | –      | –      |                              |
| 西雅圖水手     | 2004年 | 162      | 63       | 99       | .389     | 美西第4              | –      | –      | –      |                              |
| 小計           | 小計   | 324      | 156      | 168      | .481     |                      | –      | –      | –      |                              |
| 亞利桑那響尾蛇 | 2005年 | 162      | 77       | 85       | .475     | 國西第2              | –      | –      | –      |                              |
| 亞利桑那響尾蛇 | 2006年 | 162      | 76       | 86       | .469     | 國西第4              | –      | –      | –      |                              |
| 亞利桑那響尾蛇 | 2007年 | 162      | 90       | 72       | .556     | 國西第1 國聯最佳教練 | 3      | 4      | .429   | 國聯冠軍戰落敗（負於洛磯）   |
| 亞利桑那響尾蛇 | 2008年 | 162      | 82       | 80       | .506     | 國西第2              | –      | –      | –      |                              |
| 亞利桑那響尾蛇 | 2009年 | 29       | 12       | 17       | .414     | 遭解雇               | –      | –      | –      |                              |
| 小計           | 小計   | 677      | 337      | 340      | .498     |                      | 3      | 4      | .429   |                              |
| 奧克蘭運動家   | 2011年 | 99       | 47       | 52       | .475     | 美西第3              | –      | –      | –      |                              |
| 奧克蘭運動家   | 2012年 | 162      | 94       | 68       | .580     | 美西第1 美聯最佳教練 | 2      | 3      | .400   | 美聯分區賽落敗（負於老虎）   |
| 奧克蘭運動家   | 2013年 | 162      | 96       | 66       | .593     | 美西第1              | 2      | 3      | .400   | 美聯分區賽落敗（負於老虎）   |
| 奧克蘭運動家   | 2014年 | 162      | 88       | 74       | .543     | 美西第2              | 0      | 1      | .000   | 外卡晉級賽落敗（負於皇家）   |
| 奧克蘭運動家   | 2015年 | 162      | 68       | 94       | .420     | 美西第5              | –      | –      | –      |                              |
| 奧克蘭運動家   | 2016年 | 162      | 69       | 93       | .426     | 美西第5              | –      | –      | –      |                              |
| 奧克蘭運動家   | 2017年 | 162      | 75       | 87       | .463     | 美西第5              | –      | –      | –      |                              |
| 奧克蘭運動家   | 2018年 | 162      | 97       | 65       | .599     | 美西第2 美聯最佳教練 | 0      | 1      | .000   | 外卡晉級賽落敗（負於洋基）   |
| 奧克蘭運動家   | 2019年 | 162      | 97       | 65       | .599     | 美西第2              | 0      | 1      | .000   | 外卡晉級賽落敗（負於光芒）   |
| 奧克蘭運動家   | 2020年 | 60       | 36       | 24       | .600     | 美西第1              | 3      | 4      | .429   | 美聯分區賽落敗（負於太空人） |
| 奧克蘭運動家   | 2021年 | 162      | 86       | 76       | .531     | 美西第3              | –      | –      | –      |                              |
| 小計           | 小計   | 1,617    | 853      | 764      | .528     |                      | 7      | 13     | .350   |                              |
| 聖地牙哥教士   | 2022年 | 162      | 89       | 73       | .549     | 國西第2              | 6      | 6      | .500   | 國聯冠軍賽落敗（負於費城人） |
| 聖地牙哥教士   | 2023年 | 162      | 82       | 80       | .506     | 國西第3              | –      | –      | –      |                              |
| 小計           | 小計   | 324      | 171      | 153      | .528     |                      | 6      | 6      | .500   |                              |
| 舊金山巨人     | 2024年 | 162      | 80       | 82       | .494     | 國西第4              | –      | –      | –      |                              |
| 小計           | 小計   | 162      | 80       | 82       | .494     |                      | 0      | 0      | –      |                              |
| 總計           | 總計   | 3,104    | 1,597    | 1,507    | .514     |                      | 16     | 23     | .410   |                              |

## 個人生活
馬文是猶太後裔，他的母親是猶太人，父親則是天主教徒。迄2018年止，大聯盟歷史上僅有八名猶太裔總教練，馬文是其中之一。
馬文與妻子凱莉育有一女。

## 軼事
- 由於馬文看待工作、比賽的角度甚是特殊，媒體給他起了一個別號：「瘋狂科學家」[24]。

## 外部連結
- 球員資訊和成績在MLB，ESPN，Baseball-Reference，Fangraphs，Baseball-Reference (Minors)（英文）